# Andrea Cagan
Andrea Cagan é uma escritora, biógrafa e escritora-fantasma americana. Ela editou e colaborou em mais de quinze livros, incluindo biografias de Diana Ross, Grace Slick, Joan Lunden e Prem Rawat. Ela trouxe uma dúzia de livros para as listas de bestsellers, incluindo três bestsellers n,º 1 do New York Times e um best-seller n.º 1 do Los Angeles Times.
Cagan apareceu no filme de 1970 anti-Guerra do Vietnã Captain Milkshake, que teve um renascimento em 2003.

### Autoral
- Peace Is Possible: The Life and Message of Prem Rawat, Mighty River Press (2007), ISBN 978-0-9788694-9-6
- Awakening the Healer Within - (1990), Fireside, ISBN 0-671-70087-1

### Coautoral
- Diana Ross, Secrets of a Sparrow, Random House, ISBN 0-517-16622-4
- Marianne Williamson, A Return to Love: Reflections on the Principles of "A Course in Miracles, Harper Paperbacks, ISBN 0-06-092748-8
- Marianne Williamson, A Woman's Worth (1994), Chivers North America, ISBN 0-7927-1843-7
- Lynda Obst, Hello, He Lied -- and Other Tales from the Hollywood Trenches (1997), Broadway, ISBN 0-7679-0041-3
- Marianne Williamson, Illuminata: A Return to Prayer (1995), Riverhead Trade, ISBN 1-57322-520-7
- Romancing the Bicycle: The 5 spokes of Balance, com Jhonny G., Mad Dog Athletics (2000), ISBN 978-0-9703257-0-9
- Tamar Geller, The Loved Dog (2007) Simon & Schuster, Print Pages: 256 Print ISBN 1-4169-3814-1, eBook ISBN 1-4165-6297-4
- The Loved Dog: The Playful, Nonaggressive Way to Teach Your Dog Good Behavior - (2007) Com Deborah Feingold e Tamar Geller, Simon Spotlight Entertainment HC (22 de maio de 2007), ASIN B000QXCZNQ, ISBN 1-4169-3814-1
- Up and Running: The Jami Goldman Story, Atria Books (2001). ISBN 0-7434-2420-4
- Joan Lunden's a Bend in the Road Is Not the End of the Road: 10 Positive Principles For Dealing With Change - (1998) Com Joan Lunden, William Morrow, ISBN 0-688-16083-2
- Somebody to Love?: A Rock-and-Roll Memoir - (1999), com Grace Slick, Warner Books, ISBN 0-446-60783-5
- Make Up Your Life: Every Woman's Guide to the Power of Makeup (2000), com Victoria Jackson, QVC Publishing, ISBN 0-06-019639-4
- Held Hostage: The True Story of a Mother and Daughter's Kidnapping - (2006), com Michelle Renee, Berkley (2006), ISBN 978-0-425-21301-8